# Partido de Acción Democrática
El Partido de Acción Democrática (PAD) fue un partido político español de ideología socialdemócrata y reformista. Su logotipo consistía en un tronco verde con una hoja a cada lado.

## Historia
Fue fundado por Francisco Fernández Ordóñez y en él militaban 17 parlamentarios escindidos de la Unión de Centro Democrático (UCD) el 3 de noviembre de 1981, y que al día siguiente inscribieron al PAD en el Registro de Partidos Políticos. Fue presentado de forma oficial como partido el 18 de enero de 1982. Realizó su congreso fundacional en Madrid el 26, 27 y 28 de marzo de 1982, y en dicha ocasión eligió a Fernández Ordóñez como secretario general y Luis González Seara como vicesecretario general.
Se presentó a las elecciones generales de 1982 en las listas del Partido Socialista Obrero Español (PSOE); el PAD obtuvo cinco diputados. Acordó integrarse en el PSOE en diciembre de 1982, lo cual se llevó a cabo mediante el congreso extraordinario del partido realizado el 23 de enero de 1983, en el cual se acordó la autodisolución —mediante 129 votos a favor, 5 en contra, 8 en blanco y uno nulo— y sus militantes se incorporaron al PSOE.

## Parlamentarios

### Diputados
Los diputados de esta lista corresponden a quienes formaron parte del Congreso en 1982. De ellos, los primeros seis fueron reelegidos en las elecciones de dicho año:
- Francisco Fernández Ordóñez
- Carmen Solano Carreras
- Luis Berenguer Fuster
- Carmela García Moreno
- Javier Moscoso
- María Dolores Pelayo[10][11]
- Ciriaco Díaz Porras
- Luis González Seara
- Eduardo Moreno
- Antonio Alfonso Quirós

### Senadores
Los senadores de esta lista corresponden a quienes formaron parte del Senado en 1982. De ellos, el primero fue reelegido en las elecciones de dicho año y el segundo por primera vez:
- Carmelo Fernández Herrero (Logroño)[12]
- Fermín Solana Prellezo (Palencia)[13]
- José Herrero Arcas (Albacete)
- Carmen Pinedo Sánchez (Cádiz)
- Pedro Valdecantos García (Cádiz)
- Manuel Cerdá Ferrer (Castellón)
- José Antonio González Monterroso (Castellón)
- Ricardo Rodríguez Castañón (Zamora)